# Omar Asad
Omar Andrés Asad - em língua árabe, أسد‎ أندريس عمر (Buenos Aires, 9 de abril de 1971) – é um ex-jogador de futebol argentino. Era conhecido também como "El Turco Asad", em alusão às suas origens sírias e libanesas – comumente chamados de "turcos" na Argentina.

## Carreira
De origem humilde, chegou a trabalhar na Coca-Cola  antes de conseguir oportunidades no futebol, praticado desde a infância em Ciudad Evita. Começou no Vélez Sarsfield, onde seu tio Julio Asad jogara com sucesso nos anos 1960 e 1970. Ainda assim, Omar só chegou ao Vélez depois de tentar e ser reprovado em quase vinte clubes, dentre eles Argentinos Juniors, Platense, San Lorenzo, Nueva Chicago e o que torcia, o River Plate, dentre outros.
Estreou contra o San Lorenzo, aos 20 anos, marcando gol, e não saiu mais. Em 1993, ganhou o Clausura, o segundo título nacional do clube – o primeiro fora em 1968, vencido por seu tio Julio. Classificado para a Taça Libertadores da América de 1994, Asad e Vélez tiveram grandes momentos, chegando à final, sendo dele o gol da vitória de 1 x 0 sobre o São Paulo no jogo de ida da decisão, em Buenos Aires. Asad também converteu sua cobrança na vitoriosa decisão por pênaltis que garantiu o inédito título sobre o bicampeão do torneio, em pleno Morumbi.
Ele também fez um dos gols na vitória do Mundial Interclubes sobre o Milan e foi eleito o melhor jogador em campo, o que lhe abriu diversas propostas de outros clubes, da Argentina, da Espanha e da Itália, tendo seu passe avaliado em cinco milhões de dólares. Chegou a posar com a camisa do Boca Juniors, sob a condição de a foto ser publicada somente se o negócio se concretizasse, o que não foi cumprido, causando certo escândalo no Vélez.
Em 1995, Asad fez sua estreia pela Seleção Argentina, jogando duas vezes. Todavia, naquele mesmo ano sofreria uma lesão no joelho (rompimento de ligamentos) que abreviaria sua carreira. Retornou um ano depois, jogando entre os fins de 1996 e os fins de 1997, quando a lesão voltou. Em 2000, A despeito de quatro cirurgias e da luta para conseguir voltar, resignou-se e se assumiu como ex-jogador, seguindo no Vélez como treinador das categorias de base; curiosamente, seu tio Julio também teve de encerrar precocemente a carreira antes dos 30 anos de idade em virtude de lesões.
No início de 2010, foi contratado como técnico do Godoy Cruz e deu-se bem, levando a pequena equipe de Mendoza a um terceiro lugar no Clausura 2010. Sintetizou sua carreira em entrevista à El Gráfico, afirmando:
| “ | Me aconteceu tudo muito rápido e também me tiraram tudo muito rápido. Tentei em vinte clubes, quase não participei de categorias inferiores e com 23 anos era campeão da América e do mundo, mas só joguei cinco anos em alto nível, e que esse caminho lindo se viu truncado brutalmente por uma lesão. Me operei quatro vezes, dois de ligamentos cruzados e dois por uma cartilagem. Estive cinco anos tentando regressar bem e ao final não pude. Voltei todo esse sentimento pelo futebol para ser treinador e quem sabe, tomara, encontre aqui meu caminho. | ” |

No final do ano acertaria com o equatoriano Emelec. Pouco tempo após a eliminação na fase de grupos da Copa Libertadores, fora anunciado como novo treinador do San Lorenzo. Em 2013, treinou o clube mexicano Atlas, mas saiu após uma campanha desastrosa  (0 vitórias, 8 empates e 5 derrotas). Atualmente está sem clube.

## Títulos

### Jogador

#### Internacionais
Vélez Sarsfield
- Copa Intercontinental: 1994
- Copa Libertadores da América: 1994
- Copa Interamericana: 1996
- Supercopa Libertadores: 1996
- Recopa Sul-Americana: 1997

#### Nacionais
Vélez Sarsfield
- Campeonato Argentino: 1993 (Clausura), 1995 (Apertura), 1996 (Clausura), 1998 (Clausura)